# 本渡町
本渡町（ほんどまち）は熊本県の天草諸島、天草下島に存在していた町。

## 歴史
- 1889年（明治22年）4月1日 - 町村制の施行に伴い、町山口村が単独で自治体を形成。
- 1898年（明治31年）12月21日 - 町制施行に伴い、本渡町と改称。
- 1935年（昭和10年）4月1日 - 本戸村を編入。
- 1949年（昭和24年）5月30日 - 昭和天皇の戦後巡幸[1]。軒ごとに日章旗を掲げて天皇を出迎えた[2]。。
- 1954年（昭和29年）4月1日 - 本渡町が亀場村、櫨宇土村、志柿村、下浦村、楠浦村、本村、佐伊津村と合併して本渡市が発足。